# Desierto de Atacama Airport
Desierto de Atacama Airport är en flygplats i Chile.   Den ligger i provinsen Provincia de Copiapó och regionen Región de Atacama, i den norra delen av landet, 700 km norr om huvudstaden Santiago de Chile. Desierto de Atacama Airport ligger 291 meter över havet.
Terrängen runt Desierto de Atacama Airport är varierad. Desierto de Atacama Airport ligger nere i en dal. Runt Desierto de Atacama Airport är det mycket glesbefolkat, med 7 invånare per kvadratkilometer.. Närmaste större samhälle är Copiapó, 11,3 km sydost om Desierto de Atacama Airport. 
Trakten runt Desierto de Atacama Airport är ofruktbar med lite eller ingen växtlighet.